# At It Again

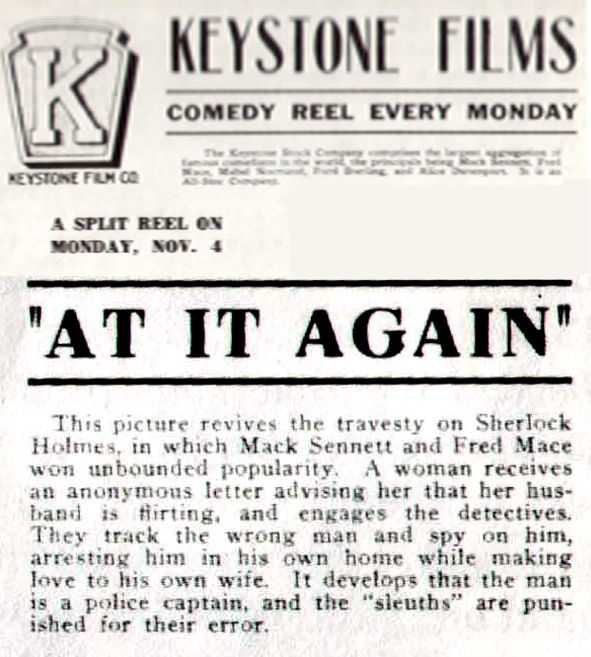
Anunci de la pel·lícula l'any 1912.

At It Again és una pel·lícula muda de la Keystone dirigida per Mack Sennett i protagonitzada per ell mateix, Mabel Normand, Ford Sterling i Fred Mace. La pel·lícula, que es va estrenar el 4 de novembre de 1912 com a mitja bobina conjuntament amb “Mabel's Lovers”. Es considera una pel·lícula perduda.

## Argument
La senyora Smith rep un anònim que l'avisa que el seu marit es troba flirtejant amb una altra dona i decideix contractar dos detectius. Aquests s'equivoquen de persona i espien el senyor Larkin, cap de la policia. L'acaben arrestant quan arriba a casa seva i es troba amb la seva dona provocant un gran enrenou.

## Repartiment
- Mabel Normand (Mrs. Smith)
- Mack Sennett (detectiu Sack Mennet)
- Fred Mace (detectiu Myred Face)
- Ford Sterling (cap de policia Larkin)
- Alice Davenport (dona)
- Keystone Cops